# Манометричний рівнемір

Манометричний рівнемір застосовується для безперервного контролю рівнів будь-яких рідких середовищ з відкритою поверхнею, включаючи пульпи й суспензії. Реалізує найбільш простий і надійний спосіб вимірювання рівня. Схема наведена на рис. Рівнемір складається з манометрної трубки (1), вміщеної в об’єкті на глибину необхідного для контролю рівня (h), диференціального манометра (ДМ) і реєстратора (вторинного приладу). Дифманометр вимірює перепад тиску:
ΔР = Р1-Р2,
де Р1 = Ратм+ ρgh; Р2=Ратм, звідки ΔР = ρgh, тут ρ — густина рідини.
При постійних ρ і g маємо ΔР = ch ≡ h.
Для даного рівнеміра легко розраховується і вибирається тип дифманометра, який відповідає необхідним межам вимірювання рівня. Імовірність зашламовування манометричної трубки можна знизити шляхом збільшення її діаметра.